# Argipeus
Els argipeus (en grec antic: Ἀργιππαῖοι, llatí: Argippaei) eren un poble del nord d'Àsia que habitaven més enllà dels escites al peu d'unes muntanyes inaccessibles. Més lluny d'aquest poble, diu Heròdot, el territori era desconegut. La seva situació no s'ha establert ben bé, encara que se'ls fa un poble escita. Els argipeus afirmaven que més enllà de les muntanyes de què parla Heròdot vivien uns homes amb peus de cabra, i encara més lluny uns altres homes que dormien durant sis mesos. Heròdot diu que no es creia aquesta història.
A l'est dels argipeus hi vivien els issedons, però del territori al nord dels dos pobles no se'n sabia res. Els dos pobles eren ben coneguts pels grecs, pel seu comerç amb les colònies del Pont. Segons la tradició, tots els argipeus eren calbs quan naixien, tant els homes com les dones. Tenien el nas pla i es deixaven el cabell llarg. No parlaven la mateixa llengua que els escites, però portaven els mateixos vestits i tenien els mateixos costums que ells. La seva alimentació principal consistia en el fruit del prunus padus, del qual treien un suc espès que colaven i deixaven fermentar. El bevien pur o barrejat amb llet, i de la polpa en feien coques. No tenien gaires ramats, perquè al seu territori no abundaven les pastures. Vivien a sopluig dels arbres, sobre els que penjaven una manta només a l'hivern. Algunes persones eren considerades sagrades, sobretot si eren calbes i tots els argipeus eren pacífics i no portaven armes. Els pobles veïns els demanaven consell quan tenien disputes, i es sotmetien a les seves decisions. Tots els fugitius tenien dret d'asil al seu territori. Aquest és el relat d'Heròdot, que només els diu pel seu nom una vegada.
Pomponi Mela enumera els pobles a l'est del riu Tànais, i diu que més enllà dels tissàgetes i els turcmans s'estén una regió rocosa, que s'acaba allà on viuen els argipeus, de qui fa una descripció idèntica a la d'Heròdot, i diu que més enllà s'aixequen els montes Riphaei, i després hi ha la costa de l'oceà. Plini el Vell els assigna una posició similar, i diu que eren semblants als hiperboris. També resumeix la descripció que en fa Heròdot.